# Cinglis andalusiaria
Cinglis andalusiaria là một loài bướm đêm trong họ Geometridae.